# Let's Get to It
Let's get to it е четвъртият студиен албум на австралийската певица Кайли Миноуг. Той е издаден на 14 октомври 1991 година. Миноуг започва работа по албума през 1991 г. с известни композитори и продуценти.

## История
След излизането си албумът достига 13. място в Австралия и 15. във Великобритания. Първият сингъл на албума е Word Is Out. Албумът достига до 13. място в Австралия.

## Сингли
- Word Is Out е издаден през август 1991 г. Той достига десето място в Австралия и номер 16 във Великобритания. Този сингъл не е издаден в САЩ.

- If You Were with Me Now е издаден през октомври 1991 г. Той достига номер 23 в Австралия и номер 4 във Великобритания. Този сингъл не е издаден в САЩ.

- Give Me Just a Little More Time е издаден през януари 1992 г. Той достига номер 24 в Австралия и достига номер 2 във Великобритания. Този сингъл не е издаден в САЩ.

- Finer Feelings е издаден през април 1992 г. Той достига номер 60 в Австралия и номер 11 във Великобритания. Този сингъл не е издаден в САЩ.

## Списък с песните

### Оригинален траклист
1. Word Is Out – 3:35
2. Give Me Just a Little More Time – 3:08
3. Too Much of a Good Thing – 4:24
4. Finer Feelings – 3:54
5. If You Were with Me Now – 3:11
6. Let's Get to It – 4:49
7. Right Here, Right Now – 3:52
8. Live and Learn – 3:15
9. No World Without You – 2:46
10. I Guess I Like It like That – 6:00

### 1991 японско издание
1. Word Is Out (инструментал) – 3:31
2. What Do I Have to Do (инструментал) – 3:48
3. Step Back in Time (инструментал) – 3:30

### 2012 японско преиздание
1. Do You Dare (NRG редактиран) – 3:21
2. Closer (Pleasure Mix) – 6:48
3. Say The Word – I'll Be There – 4:12
4. Word Is Out (Summer Breeze 12" Mix) – 7:44
5. If You Were With Me Now (продължена) -	5:09
6. Give Me Just A Little More Time (продължена) -	4:34
7. Finer Feelings (Brothers In Rhythm 12") – 6:48

### 2015 преиздание делукс версия (Диск 1)
1. Say The Word – I'll Be There – 4:13
2. Do You Dare (NRG редактиран) – 3:21
3. Closer (редактиран) – 3:57
4. Keep on Pumpin' It (Angelic Remix редактиран) – 4:02
5. Word Is Out (разширена версия) – 5:52
6. If You Were With Me Now (разширена версия) – 5:10
7. Give Me Just A Little More Time (разширена версия) – 4:35
8. Finer Feelings (Brothers In Rhythm 12" Mix) – 6:49

### 2015 преиздание делукс версия (Диск 2)
1. Keep On Pumpin' It (Angelic Remix) – 7:26
2. Do You Dare (NRG Mix) – 7:05
3. Closer (The Pleasure Mix) – 6:48
4. Word Is Out (Summer Breeze Mix) – 7:45
5. Too Much Of A Good Thing (оригинал 12" mix) – 5:50
6. Let's Get To It (Tony King 12" Mix) – 6:00
7. Right Here, Right Now (Tony King 12" Mix) – 7:57
8. Live And Learn (оригинал 12" mix) – 5:58
9. Keep On Pumpin' It (Astral Flight Mix) – 6:55
10. Do You Dare (New Rave Mix) – 6:40
11. No World Without You (оригинал mix) – 2:54
12. If You Were With Me Now (оркестров mix) – 3:12
13. Finer Feelings (Brothers In Rhythm Dub) – 4:09

### 2015 преиздание делукс версия (Диск 3)
1. Word Is Out (видеоклип)
2. If You Were With Me Now (видеоклип)
3. Give Me Just a Little More Time (видеоклип)
4. Finer Feelings (видеоклип)
5. What Kind of Fool (Heard All That Before) (видеоклип)
6. Celebration (видеоклип)
7. Word Is Out (австралийска версия, част от секцията с бонус кадри)
8. Thank Yous (част от секцията с бонус кадри)
9. Word Is Out (на живо от Wogan)
10. Word Is Out (на живо от Top of the Pops)
11. Give Me Just a Little More Time (на живо от Going Live!)
12. Finer Feelings (на живо от Top of the Pops)
13. What Kind of Fool (Heard All That Before) (на живо от Top of the Pops)
14. Celebration (на живо от Top of the Pops)
15. Celebration (на живо отthe Smash Hits Poll Winner's Party)

### VHS издание
1. Better the Devil You Know (видеоклип)
2. Step Back in Time (видеоклип)
3. What Do I Have to Do (видеоклип)
4. Shocked (видеоклип)
5. Word Is Out (видеоклип)
6. If You Were with Me Now (видеоклип)
7. Зад кадър

### Kylie's Remixes: Vol. 2
1. Better the Devil You Know (U.S. remix) – 6:03
2. Step Back in Time (Walkin' Rhythm mix) – 7:55
3. What Do I Have to Do (Between the Sheets remix) – 7:10
4. Shocked (DNA 12" mix)	– 6:16
5. Word Is Out (12" версия) – 5:53
6. If You Were with Me Now (разширена версия, с Keith Washington) – 5:11
7. Keep on Pumpin' It (Angelic Remix) – 7:25
8. Give Me Just a Little More Time (12" версия) – 4:36
9. Finer Feelings (Brothers in Rhythm 12" mix) – 6:51
10. Do You Dare? (NRG mix) – 7:06
11. Closer (The Pleasure mix) – 6:49

## Екип
- Кайли Миноуг – вокал, беквокали
- Julian Gingell – кейборд
- Mike Stock – кейборд, аранжимент, беквокали, продуцент
- Gary Barnacle – саксофон
- Paul Riser – аранжимент
- Paul Waterman – ранжимент, assistant engineer, продуцент
- Keith Washington – вокал на 5 песен
- Lance Ellington – беквокали
- Tee Green – беквокали
- Phil Harding – беквокали
- Carol Kenyon – беквокали
- Mae McKenna – беквокали
- Leroy Osbourne – беквокали
- Miriam Stockley – беквокали
- Mick Wilson – беквокали
- Dave Ford – микс
- Peter Day – engineer
- Gordon Dennis – engineer
- Matt Le Flem – assistant engineer
- Jason Barron – assistant engineer
- Dean Murphy – assistant engineer
- Dillon Gallagher – assistant engineer
- Chris McDonnell – assistant engineer
- Les Sharma – assistant engineer
- Juergen Teller – фотосесия